# 伊格納利納區
伊格納利納區是立陶宛烏田納縣内的市镇，行政中心为伊格納利納市。市镇面積为1,447平方公里，2020年人口数量为14,433人。